# Parc sportif d'Espoonlahti
Le parc sportif d'Espoonlahti (finnois : Espoonlahden urheilupuisto) est un parc sportif et une section du quartier Espoonlahti à Espoo en Finlande.

## Géographie
Le parc sportif d'Espoonlahti est situé au milieu de Suur-Espoonlahti dans une zone délimitée par les routes Soukanväylä à l'est, Yläkartanontie au sud et Espoonlahdentie à l'ouest et au nord.
Dans la partie sud de la zone il y a des immeubles résidentiels, dans la partie est de petites maisons.
Le parc sportif actuel couvre à peu près la moitié nord de la zone.
Le manoir de Soukanpohja avec ses pistes équestres est situé dans la partie sud-ouest de la région.
Plusieurs établissements d'enseignement sont implantés en lien avec le parc des sports : le lycée d'Espoonlahti , l'école de Koulumäki et l'école Storängens.
La caserne de pompiers d'Espoonlahti est située juste à côté du parc des sports.
Les terrains du parc des sports sont situés dans la vallée de Soukanpohja, qui n'est qu'à quelques mètres d'altitude.
Sur le côté sud et ouest de la vallée, il y a des zones forestières relativement intactes avec des parois rocheuses nues.

## Équipements de sport
Le parc sportif comprend, entre autres, la piscine d'Espoonlahti, la salle de sport d'Espoonlahti et la patinoire d'Espoonlahti.
Le parc sportif compte trois terrains en gazon artificiel, en plus d'un terrain de baseball, d'un terrain de basket-ball, d'un terrain de bandy extérieur et des pistes d'athlétisme.
Les services du parc des sports comprennent également un Skatepark, une piste cyclable pumptrack et une patinoire en hiver.
Les terrains sont construits dans une direction sud-ouest-nord-est.

## Transports
De nombreuses lignes de bus passent à proximité du parc sportif d'Espoonlahti et en particulier les lignes 124 et 542.
Dans le cadre du Länsimetro, la station Espoonlahti construite du côté nord du parc des sports et la station Souka construite du côté sud ont ouvert le 3 decembre 2022, .
Les deux stations sont à quelques minutes à pied du parc des sports.
La zone du parc des sports dispose d'un réseau dense de sentiers pédestres.

## Galerie

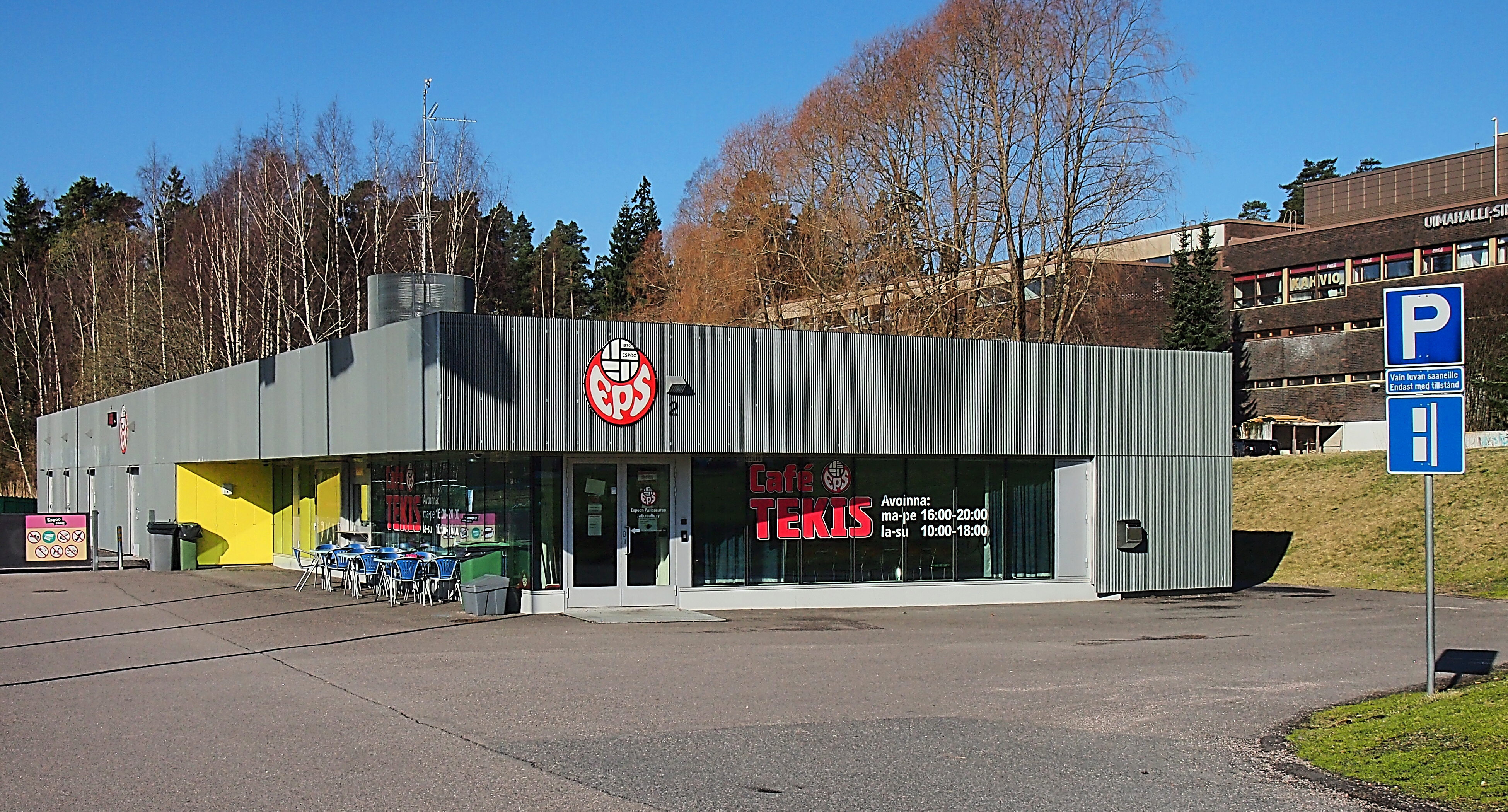
Café et la piscine d'Espoonlahti au fond.
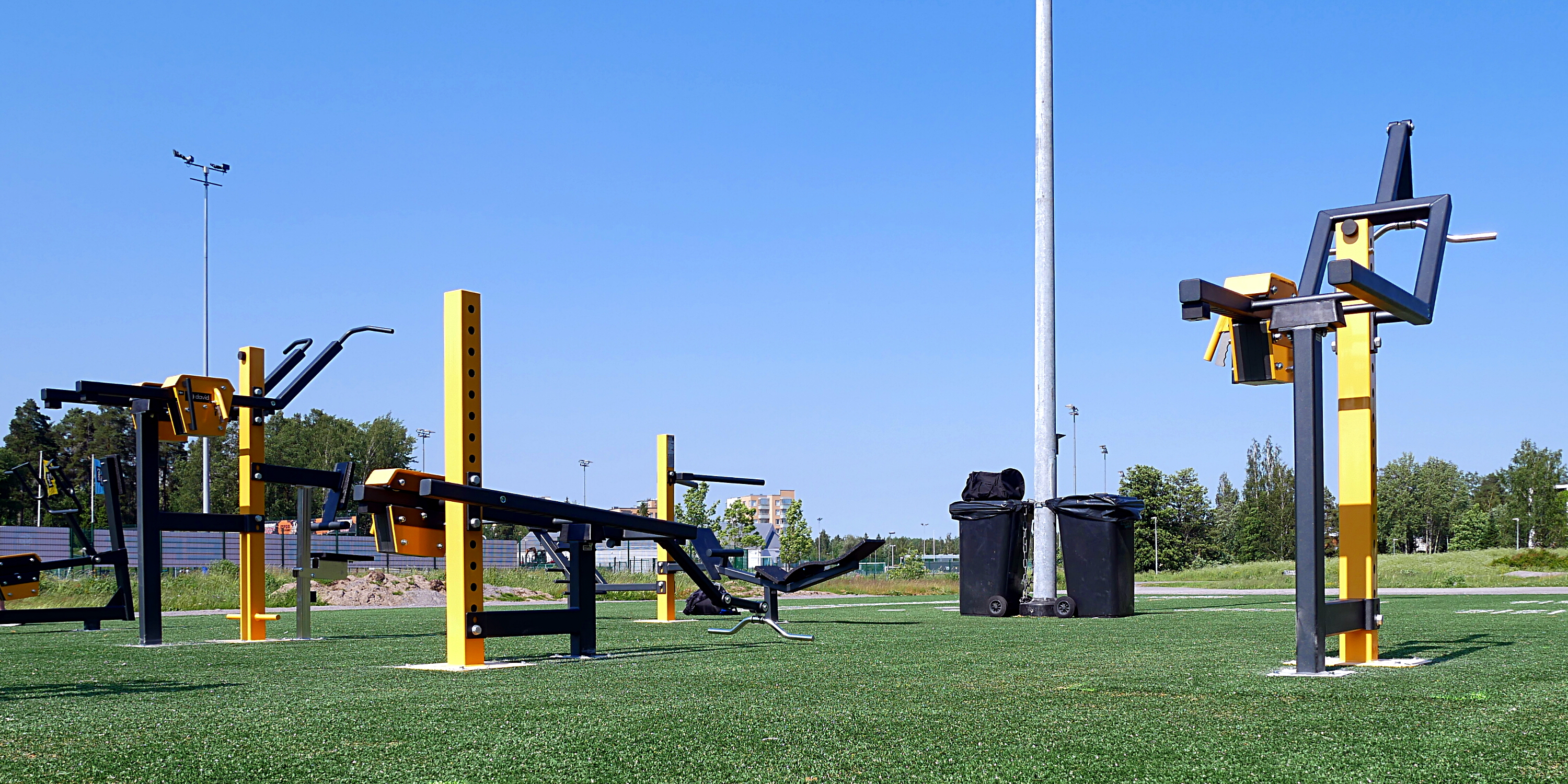
Equipements de musculation.
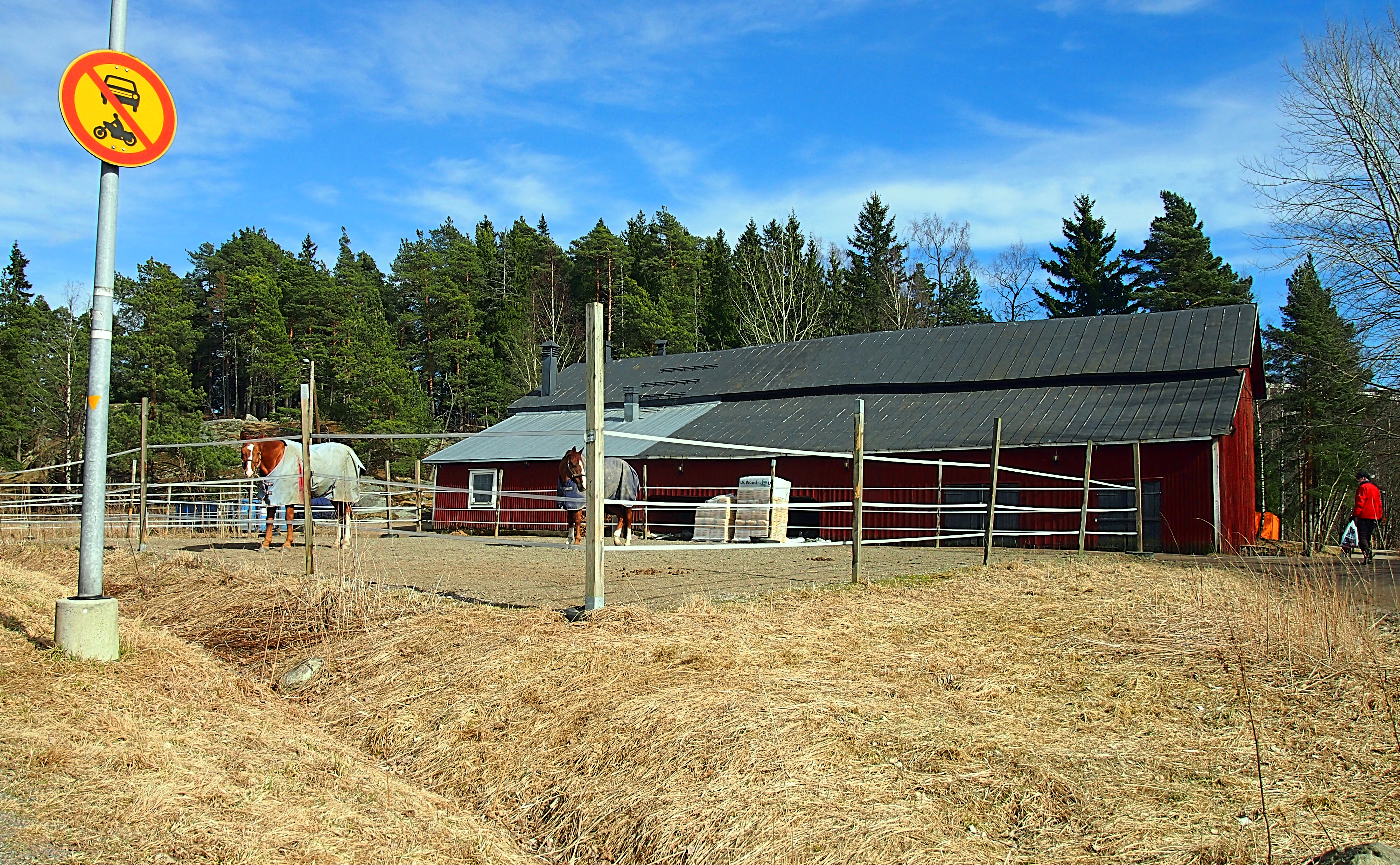
Chevaux du manoir de Soukanpohja.
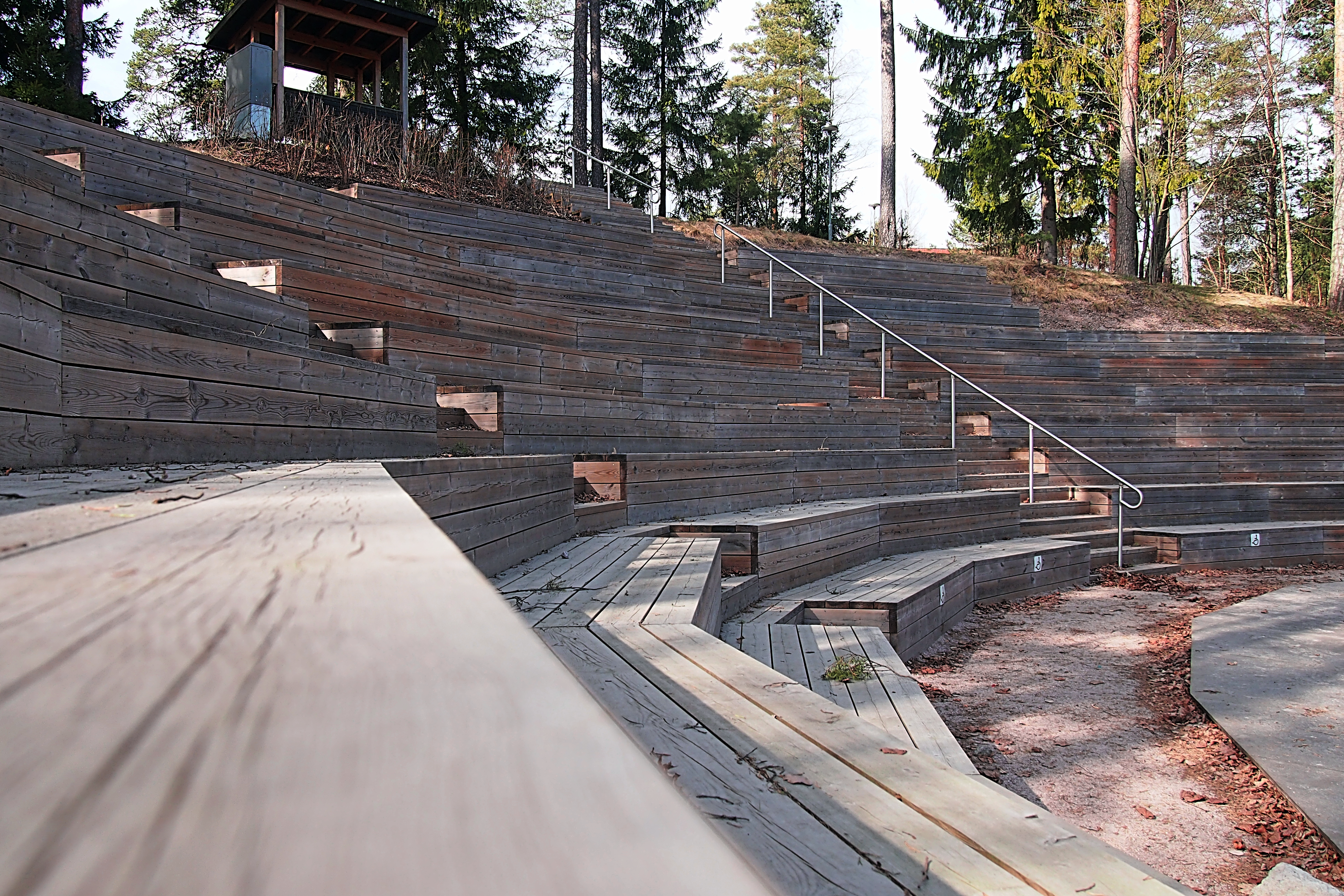
Le théâtre d'été à l'ouest des terrains de sport.
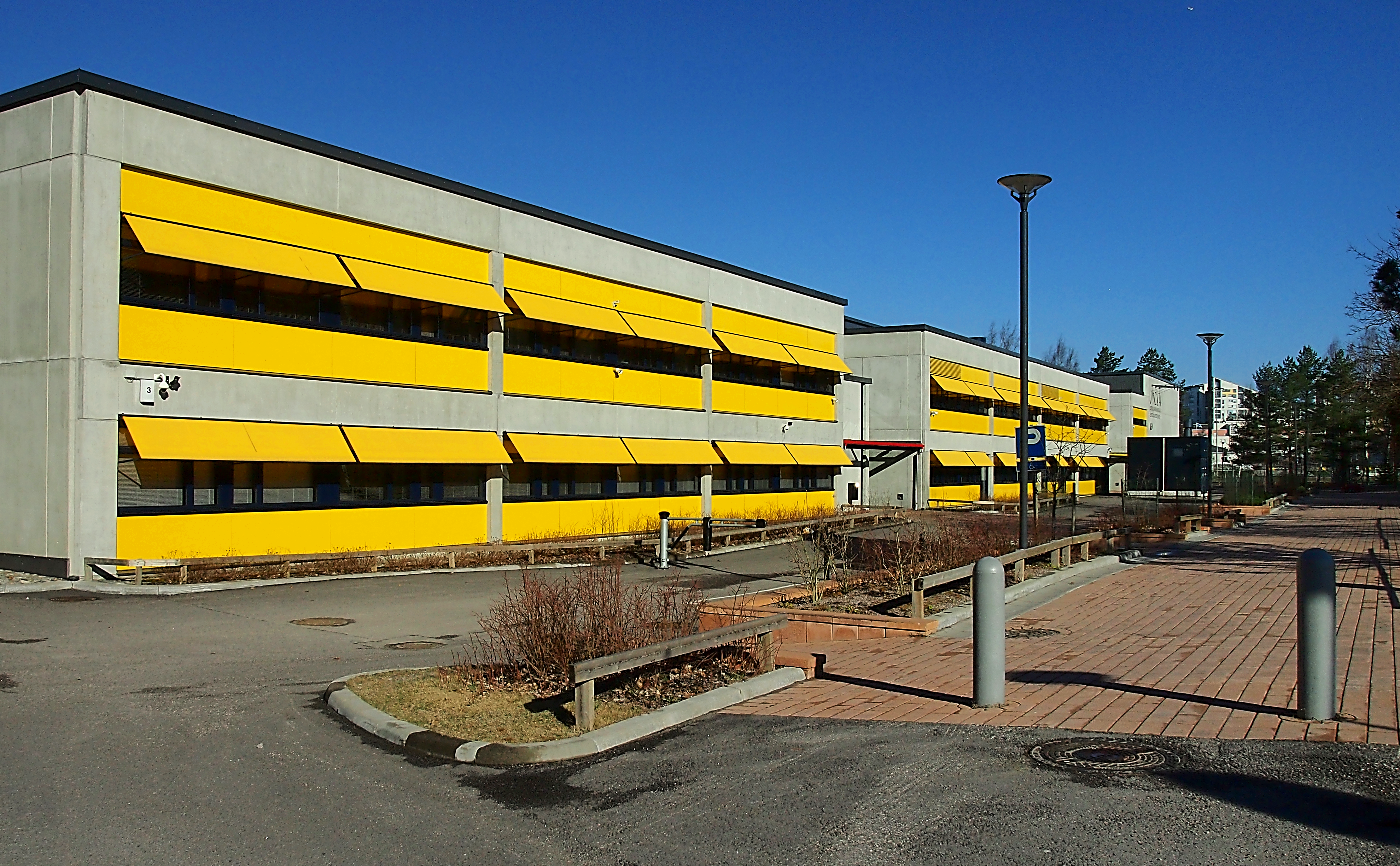
Lycée d'Espoonlahti.
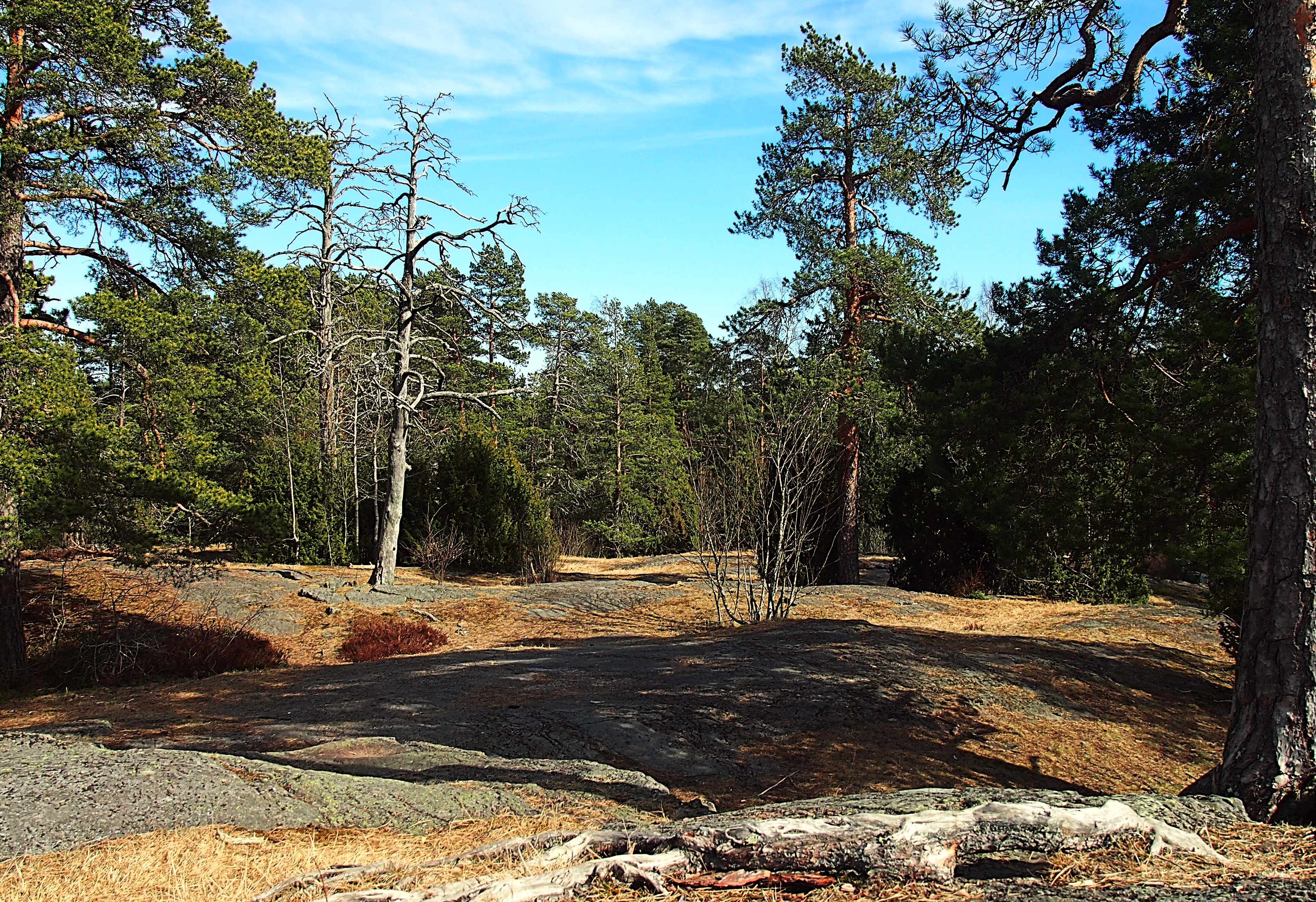
Rochers de Kellomäki au nord-ouest.